# Desplazamiento de cámara
Los desplazamientos de cámara, se pueden realizar de distintas maneras, para un desplazamiento de cámara profesional y un acabado o finalización de filmación muy favorable, se utilizan otras herramientas de desplazamientos como lo son el Dolly y la grúa telescópica.

## El Dolly
Es una especie de plataforma movible con ruedas que puede usar unos rieles o ruedas de caucho, dependiendo de la necesidad, encima trae un soporte de cámara y algunas veces con la silla del operador de cámara, este permite un desplazamiento suave, controlado y lo más importante, es que la imagen no se mueve de manera violenta.

## La grúa telescópica
La grúa es un brazo grande que sostiene a la cámara en la punta, con esta herramienta se pueden realizar movimientos excelentes y agradables a la vista del espectador, técnicamente la grúa es un sistema que sostiene a la cámara y puede hacer movimientos excepcionalmente maravillosos, se puede filmar desde varios metros de altura y luego ir bajando la cámara hasta llegar al suelo con un movimiento suave y controlado, algunas grúas también se pueden montar en un Dolly; la mayoría de las veces la cámara se monta en un trípode o soporte para operarla.
- Datos: Q5804401